# Dinara Saduakassova
Dinara Saduakassova (Astanà, 31 d'octubre de 1996) és una jugadora d'escacs kazakh que té el títol de Gran Mestre Femení des del 2012 i Mestre Internacional des del 2017. Ha estat una nena prodigi dels escacs.
A la llista d'Elo de la FIDE del desembre de 2021, hi tenia un Elo de 2477 punts, cosa que en feia la jugadora número 2 (en actiu) i 8 absolut del Kazakhstan. El seu màxim Elo va ser de 2505 punts, a la llista del gener de 2020.

## Resultats destacats en competició
El 2010 fou campiona del món sub-14 femení i el 2014 campiona del món sub-18 femení. El juliol de 2014 en el Torneig Vila de Benasc amb 6½ de 9 obtingué dos premis: la millor jugadora femenina i el millor jugador juvenil (sub-18).
L'octubre de 2015 fou tercera en el primer Campionat d'Europa Universitari jugat a Erevan (Armènia) amb 6½ punts de 9 (la campiona fou Daria Pustovoitova).
L'agost de 2016 a Bhubaneswar (Índia), fou campiona del món juvenil femení amb 9½ punts, mig punt per davant de Pv Nandhidhaa i Dinara Dordzhieva.
El 2019 es proclamà Campiona femenina de l'Àsia.

### Participació en olimpíades d'escacs
Saduakassova ha participat, representant el Kazakhstan, en quatre Olimpíades d'escacs entre els anys 2008 i 2014, amb un resultat de (+19 =10 –5), per un 70,6% de la puntuació. El seu millor resultat el va fer a les Olimpíada del 2014 en puntuar 8½ de 11 (+6 =5 -0), amb el 77,3% de la puntuació, amb una performance de 2488.